# Општина Цанкова
Општина Цанкова (словен. Cankova) је једна од општина Помурске регије у држави Словенији. Седиште општине је истоимено насеље Цанкова.

## Природне одлике
Рељеф: Општина Цанкова налази се у североисточном делу Словеније и погранична је са Аустријом. Општина се простире у западном делу равничарске и пољопривредне области Прекомурје.
Клима: У општини влада умерено континентална клима.
Воде: У општини постоји само мањи водотоци локалног значаја, сви у сливу реке Муре.

## Становништво
Општина Цанкова је средње густо насељена.

## Насеља општине
| - Герлинци - Горњи Чрнци - Домајинци - Коровци | - Крашчи - Скаковци - Тополовци - Цанкова |  |

## Додатно погледати
- Цанкова